# Championnat de France de hockey sur glace 1950-1951
Saison précédente Saison suivante
La saison 1950-1951 est la 30e saison du championnat de France de hockey sur glace qui porte le nom de 1re série.

## Résultats

### Championnat de Paris
| Place | Club                  | Points |
| ----- | --------------------- | ------ |
| 1er   | Racing                | 4      |
| 2e    | CO Billancourt        | 2      |
| 3e    | Paris Université Club | 0      |

### Championnat des Alpes
- 13 janvier 1951 : Chamonix 15-1 Briançon

### Finale nationale
Disputée les 7 et 8 avril 1951 à la patinoire Victor-Hugo de Paris

#### Matchs
- Racing 8-2 CO Billancourt
- Chamonix 7-3 CO Billancourt
- Racing 6-6 Chamonix

#### Classement
| Place | Club           | Points | Diff. |
| ----- | -------------- | ------ | ----- |
| 1er   | Racing         | 3      | +6    |
| 2e    | Chamonix       | 3      | +4    |
| 3e    | CO Billancourt | 0      | -10   |

## Bilan
Le Racing Club de France est champion de France pour la deuxième fois.